# Табан
Табан е село в Западна България. То се намира в Община Драгоман, Софийска област.

## География
Малко селце, намиращо се на 600-660 м надморска височина. Мястото е много приятно за вилно селище. Също така чистият въздух и природата са фактор, който спомага за правилния избор за приятна и пълноценна почивка.
Намиращо се на около 42 км югозападно от гр. София; близо 7 километра югозападно от гр. Драгоман; на не повече 4 километра източно от с. Габер; от ГКПП „Калотина“ е на отстояние 21 км. През селото минава път свързващ населеното място със селата: Камбелевци (на около 1 км западно) и Чуковезер (малко над 5 км североизточно). До с. Табан може да се стигне по два начина – по пътя Драгоман-Чуковезер-Табан или по пътя Драгоман-Габер-Табан. За сега е за предпочитане пътя Драгоман-Габер-Табан, поради по-малкото дупки по пътя. Разстоянието по отсечката Драгоман-Габер-Табан е сумарно под 9 км. Но с това ще си спестите главоболия и щети по превозното средство.

## История
В съкратен регистър на Пиротския кадилък от 1530 година Табан е отбелязано като село с 11 домакинства, един неженен жител и една вдовица.

## Население
| 1880       | 217 |
| 1892       | 265 |
| 1900       | 278 |
| 1910       | 319 |
| 1929       | 320 |
| 1934       | 383 |
| 1946       | 356 |
| 1956       | 323 |
| 1965       | 201 |
| 1975       | 114 |
| 1985       | 78  |
| 1992       | 52  |
| 2001       | 37  |
| 2011       | 28  |
| Източници: |     |

В България за организирано събиране на данни за населението може да се говори след Освобождението от 1878 г. Първото преброяване на населението в Княжество България е проведено през 1880 г. До края на XIX век са извършени още две преброявания – 1887 и 1892 г. Към 31 декември 1900 г. се провежда преброяване на населението с програма, която е значително по-усъвършенствана в сравнение с предходните, като заедно с това е съобразена с решенията на Международния статистически институт. Преброяването обхваща населението, жилищните и нежилищните сгради и домашните животни. Може да се приеме, че преброяването от 1900 г. се използва като своеобразен модел за всички следващи преброявания до това от 1946 г.

По данни от първото преброяване на населението, през 1880 г. в с. Табан живеят 217 жители.

## Личности
- Рада Джурджов (1830-1909), свещеник в Цариброд[5]

## Други
- Табан = ниско място